# Mark Samorukov
Mark Samorukov (* 9. Februar 1989 in Tallinn, Estnische SSR) ist ein estnischer Eishockeyspieler, der seit 2016 beim HC Tallinn in der estnischen Meistriliiga unter Vertrag steht.

## Karriere

### Club
Mark Samorukv begann seine Karriere als Eishockeyspieler in seiner estnischen Heimat bei den Tallinna Eagles, für die er in der Spielzeit 2006/07 in der Meistriliiga debütierte. Im Folgejahr wurde er von der neugegründeten Profimannschaft der Tartu Big Diamonds verpflichtet, mit der er in der lettischen Eishockeyliga spielte und im April 2008 den estnischen Superpokal durch einen 4:2-Erfolg gegen den estnischen Meister Tartu Kalev-Välk gewann. Die Big Diamonds wurden jedoch nach der Saison aus finanziellen Gründen aufgelöst und Samorukov kehrte in die Meistriliiga zurück, wo er bei den Tallinn Stars auf dem Eis stand und mit ihnen 2009 seinen ersten estnischen Landesmeistertitel gewann. Aber auch die Stars mussten Insolvenz anmelden und so spielte er zunächst für Tallinn Viiking Sport und in der Rückserie der Spielzeit 2010/11 bei Tartu Kalev-Välk, mit dem er erneut estnischer Meister wurde. Nach diesem Erfolg zog es ihn nach Frankreich, wo er drei Jahre in Asnières-sur-Seine in der Division 2, der dritthöchsten Spielklasse des Landes, unter Vertrag stand. Anschließend kehrte er zu Tartu Kalev-Välk zurück und wurde dem Klub 2015 erneut estnischer Landesmeister. 2015/16 spielte er für den Ligarivalen HC Panter Tallinn und wechselte anschließend zum HC Tallinn.

### International
Für Estland nahm Samorukov im Juniorenbereich an der Division II der U20-Weltmeisterschaft 2008 und der Division I der U20-Weltmeisterschaft 2009 teil.
Bereits als 19-Jähriger gab Samorukov sein Debüt für die Herren-Nationalmannschaft bei der Weltmeisterschaft 2008 der Division I, als die Balten nach einer 1:2-Niederlage nach Penaltyschießen im entscheidenden Spiel gegen Neuling Kroatien den Abstieg hinnehmen mussten. Auch bei seinem zweiten WM-Auftritt 2011 mussten die zwischenzeitlich wieder aufgestiegenen Esten sieglos in die Division II absteigen. Diesmal ging das entscheidende Spiel mit 2:5 gegen den Nachbarn aus Litauen verloren. Sein erstes internationales Erfolgserlebnis konnte Samorukov bei der Weltmeisterschaft 2014 verzeichnen, als ihm mit seiner Mannschaft der Wiederaufstieg in die Division I gelang.

## Erfolge und Auszeichnungen
- 2008 Estnischer Superpokalsieger mit den Tartu Big Diamonds
- 2008 Aufstieg in die Division I bei der U20-Weltmeisterschaft der Division II, Gruppe B
- 2009 Estnischer Meister mit den Tallinn Stars
- 2011 Estnischer Meister mit Tartu Kalev-Välk
- 2014 Aufstieg in die Division I, Gruppe B, bei der Weltmeisterschaft der Division II, Gruppe A
- 2015 Estnischer Meister mit Tartu Kalev-Välk